# Linopirdin
Linopirdin (DuP996) ist ein vom amerikanischen Konzern DuPont entwickeltes und 1990 vorgestelltes Molekül. Es verstärkt die Ausschüttung von Neurotransmittern und blockiert direkt spannungsabhängige Kaliumkanäle. Es ist ein Vertreter der Nootropika, einer Klasse Wirkstoffe, die vorteilhaft auf das Zentralnervensystem wirken, und wurde – allerdings ergebnislos – als möglicher Wirkstoff gegen die Alzheimer-Krankheit untersucht.

## Wirkung
Linopirdin blockiert konzentrationsabhängig verschiedene Ionenkanäle in Nervenzellen, erhöht die Dauer des Aktionspotentials und erhöht synaptisch die Ausschüttung von Neurotransmittern, insbesondere von Acetylcholin und Glutamat. In vivo verbessert es Lernen und Erinnerungsvermögen in Ratten. Es wird außerdem spekuliert, dass Linopirdin die altersbezogene Abschwächung der Dopaminausschüttung in Ratten kompensieren kann.

## Anwendungen
Unter dem Namen Aviva wurde Linopirdin bis in Phase III zur Behandlung der Alzheimer-Krankheit getestet, jedoch hat sich die Wirkung der Substanz in Doppeltblindstudien nicht erhärtet. Auch eine Verbesserung des Gedächtnisses beim Menschen konnte nicht beobachtet werden. Strukturell ähnliche Moleküle, wie beispielsweise XE991, könnten als Wirkstoff Verwendung finden. Aktuell wird Linopirdin als Wirkstoff zur Behandlung von Tinnitus untersucht. In der Grundlagenforschung wird Linopirdin als selektiver Kaliumkanalblocker genutzt.

## Synthese und Struktur
Eine Methode zur Synthese geht von Diphenylamin (1) aus, das mit Oxalylchlorid zu einem Amid (2) reagiert. Durch Ringschluss wird daraus N-Phenylisatin (3) gebildet, das dann mit 4-Picolin zur Reaktion gebracht wird (4). Die Hydroxygruppe wird mit Essigsäureanhydrid verestert. Es entsteht dabei ein Essigsäureester, aus dem durch Eliminierung von Essigsäure erst ein Alken und anschließend nach Hydrierung (5) entsteht. Bei diesem Produkt ist die 3-Position zwar sterisch gehindert, gleichzeitig ist sie aber durch die benachbarte C=O-Gruppe und den Benzolring aktiviert, sodass es trotzdem zu einer selektiven Alkylierung an dieser Position mit 4-Chlormethylpyridin zum Linopirdin kommt. Das Endprodukt kann durch Umkristallisation aus 2-Propanol aufgereinigt werden.

Ein möglicher Syntheseweg von Linopirdin

## Linopirdin und andere Nootropika
Eine Modulation synaptischer Verbindungen ist ein generisches Merkmal einiger Nootropika. So sind Donepezil, Rivastigmin und Galantamin Acetylcholinesterasehemmer und Memantin ist ein NMDA-Antagonist. Der Wirkmechanismus von Modafinil ist noch nicht vollständig geklärt. Viele diese Substanzen werden zur symptomatischen Behandlung der Demenz eingesetzt.